# Johnlaneia
Johnlaneia là một chi bướm đêm thuộc họ Geometridae.